# Patrick Geeraets
Patrick Geeraets (* 8. Oktober 1978 in Venlo) ist ein niederländischer Dartspieler.

## Karriere
Im Januar 2024 nahm Geeraets an der Qualifying School der PDC teil. Auf Anhieb konnte er sich über die Rangliste der Q-School eine Tour Card für die Jahre 2024 und 2025 sichern.
Patrick Geeraets spielte bis 2023 gemeinsam mit dem Deutschen Tim Wolters, der sich ebenfalls 2024 eine Tour Card erspielen konnte, in einer Mannschaft in einer niederländischen Darts-Liga.

## Turnierergebnisse
| Turnier              | 2024 | 2025 |
| -------------------- | ---- | ---- |
| PDC-Ranking-Turniere |      |      |
| World Masters        | n/a  | VR   |
| UK Open              | 4R   | 2R   |
| Karrierestatistiken  |      |      |
| Jahresendplatzierung | 104  |      |

| Legende zu den Turnierergebnissen | Legende zu den Turnierergebnissen | Legende zu den Turnierergebnissen | Legende zu den Turnierergebnissen | Legende zu den Turnierergebnissen | Legende zu den Turnierergebnissen | Legende zu den Turnierergebnissen | Legende zu den Turnierergebnissen | Legende zu den Turnierergebnissen | Legende zu den Turnierergebnissen |
| --------------------------------- | --------------------------------- | --------------------------------- | --------------------------------- | --------------------------------- | --------------------------------- | --------------------------------- | --------------------------------- | --------------------------------- | --------------------------------- |
| n/t                               | nicht teilgenommen                | n/q                               | nicht qualifiziert                | n/a                               | nicht ausgetragen                 | #R                                | Aus in jeweiliger Runde           | GP                                | Aus in der Gruppenphase           |
| AF                                | Achtelfinalist                    | VF                                | Viertelfinalist                   | HF                                | Halbfinalist                      | F                                 | Turnierfinalist                   | S                                 | Turniersieger                     |